# Amortissement physique

Système Masse-Ressort amorti.

Pour les articles homonymes, voir Amortissement.
En physique, l'amortissement d'un système est une atténuation de ses mouvements par dissipation de l'énergie qui les engendre. Il peut être lié de diverses manières à la vitesse.
- Le frottement entre deux solides correspond à une dissipation sous la forme de chaleur. Il est régi par la loi de Coulomb selon laquelle la force de frottement ne dépend pas de la vitesse.
- Lorsque l'interface est lubrifiée l'énergie mécanique est encore transformée en chaleur mais la force de frottement devient proportionnelle à la vitesse selon la loi de la viscosité. On parle alors d'amortissement visqueux bien que cet effet linéaire apparaisse également dans des phénomènes plus ou moins éloignés. C'est l'aspect de la question essentiellement étudié dans cet article.
- Un solide qui oscille dans un fluide est soumis à un tel amortissement lorsque sa vitesse est suffisamment faible pour que l'écoulement soit laminaire. À plus grande vitesse il apparaît un sillage tourbillonnaire ou turbulent  qui dissipe l'énergie de manière purement mécanique. Cela conduit à une force de traînée approximativement proportionnelle au carré de la vitesse.

## Explication
Dans tout système réel, une partie de l'énergie totale est dissipée, le plus souvent en chaleur, ce qui crée une force d'amortissement.
En mécanique, celle-ci dépend de la vitesse du corps. Dans de nombreux cas, on peut supposer que le système est linéaire, l'amortissement étant alors proportionnel à la vitesse (voir Système oscillant à un degré de liberté).
En électricité, l'amortissement désigne l'effet résistif d'un circuit RLC.
On définit le coefficient d'amortissement c par :
{\displaystyle \mathbf {F} =-c\mathbf {v} }.

## Exemple: Masse-Ressort-Amortisseur
Étudions un système idéal Masse-Ressort-Amortisseur, avec une masse m fixée (dans le sens où le corps garde la même masse tout au long de l'étude), une constante de raideur k, et un coefficient d'amortissement c :
{\displaystyle \mathbf {F_{r}} =-k\mathbf {x} }
{\displaystyle \mathbf {F_{a}} =-c{\frac {\mathrm {d} \mathbf {x} }{\mathrm {d} t}}}.
La masse est un corps libre. On suppose le repère inertiel, donc le premier vecteur est parallèle au ressort et à l'amortisseur. D'après la conservation de la quantité de mouvement :
{\displaystyle \mathbf {F_{r}} +\mathbf {F_{a}} =m{\frac {\mathrm {d} ^{2}\mathbf {x} }{\mathrm {d} t^{2}}}}
{\displaystyle -kx-c{\frac {dx}{dt}}=m{\frac {\mathrm {d} ^{2}x}{\mathrm {d} t^{2}}}}.

### Équation différentielle ordinaire

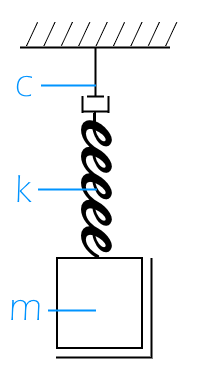
Système masse ressort amortisseur

C'est une équation différentielle ordinaire du second ordre. Elle est linéaire, homogène et à coefficients constants :
{\displaystyle m{\frac {\mathrm {d} ^{2}x}{\mathrm {d} t^{2}}}+c{\frac {\mathrm {d} x}{\mathrm {d} t}}+kx=0}.
Afin de simplifier l'équation, nous définissons deux paramètres :
- la pulsation propre du système : {\displaystyle \omega _{0}={\sqrt {\frac {k}{m}}}} ;
- et le taux d'amortissement : {\displaystyle \zeta ={\frac {c}{2{\sqrt {km}}}}}.

Ainsi, l'équation différentielle devient :
{\displaystyle {\frac {\mathrm {d} ^{2}x}{\mathrm {d} t^{2}}}+2\zeta \omega _{0}{\frac {\mathrm {d} x}{\mathrm {d} t}}+\omega _{0}^{2}x=0}.
On résout le polynôme caractéristique : {\displaystyle \omega ^{2}+2\zeta \omega _{0}\omega +\omega _{0}^{2}=0}, d'où :
{\displaystyle \omega =\omega _{0}(-\zeta \pm {\sqrt {\zeta ^{2}-1}})}.

### Régime transitoire du système
Le comportement du système dépend de la pulsation naturelle, et du taux d'amortissement. En particulier, il dépend fortement de la nature de {\displaystyle \omega }.

#### Régime pseudo-périodique
Pour {\displaystyle \zeta <1}, les racines {\displaystyle \omega } sont complexes et conjuguées. La solution est la somme de deux exponentielles complexes :
{\displaystyle x(t)=A\mathrm {e} ^{\omega _{1}t}+B\mathrm {e} ^{\omega _{2}t}}
{\displaystyle x(t)=A\mathrm {e} ^{-\omega _{0}\left(\zeta -j{\sqrt {1-\zeta ^{2}}}\right)t}+B\mathrm {e} ^{-\omega _{0}\left(\zeta +j{\sqrt {1-\zeta ^{2}}}\right)t}}.
En posant {\displaystyle \omega _{d}=\omega _{0}{\sqrt {1-\zeta ^{2}}}} on obtient :
{\displaystyle x(t)=\mathrm {e} ^{-\omega _{0}\zeta t}(A\mathrm {e} ^{j\omega _{d}t}+B\mathrm {e} ^{-j\omega _{d}t})}.
On peut réécrire la solution sous une forme trigonométrique :
{\displaystyle {\begin{aligned}x(t)&=\mathrm {e} ^{-\omega _{0}\zeta t}(A(\cos(\omega _{d}t)+j\sin(\omega _{d}t))+B(\cos(\omega _{d}t)-j\sin(\omega _{d}t)))\\&=\mathrm {e} ^{-\omega _{0}\zeta t}((A+B)\cos(\omega _{d}t)+j(A-B)\sin(\omega _{d}t))\\&=\mathrm {e} ^{-\omega _{0}\zeta t}(C\cos(\omega _{d}t)+D\sin(\omega _{d}t))\\&=\mathrm {e} ^{-{\frac {t}{\tau }}}[C\cos(\omega _{d}t)+D\sin(\omega _{d}t)]\end{aligned}}},
où {\displaystyle \tau ={\frac {2m}{c}}} est la constante de temps du système, et {\displaystyle \omega _{d}=\omega _{0}{\sqrt {1-\zeta ^{2}}}} est la pseudo-pulsation propre du système.
On remarque qu'elle est toujours strictement inférieure à la pulsation naturelle.
On détermine la plupart du temps les constantes A et B grâce aux conditions initiales {\displaystyle x_{0}} et {\displaystyle {\dot {x_{0}}}} :
{\displaystyle {\frac {\mathrm {d} x}{\mathrm {d} t}}=\mathrm {e} ^{-{\frac {t}{\tau }}}\left[\left(\omega _{d}D-{\frac {C}{\tau }}\right)\cos(\omega _{d}t)-\left(\omega _{d}C+{\frac {D}{\tau }}\right)\sin(\omega _{d}t)\right]}.
On résout le système d'équations linéaires :
{\displaystyle {\begin{cases}C=x_{0}\\D={\frac {1}{\omega _{d}}}({\dot {x_{0}}}+{\frac {x_{0}}{\tau }})\end{cases}}}.
On obtient la solution homogène générale :
{\displaystyle x(t)=\mathrm {e} ^{-{\frac {t}{\tau }}}[x_{0}\cos(\omega _{d}t)+D\sin(\omega _{d}t)]}

#### Régime apériodique critique
Dans le cas particulier où {\displaystyle \zeta =1}, la racine {\displaystyle \omega } est réelle et double. La solution est le produit d'un polynôme d'ordre 1 et d'une exponentielle réelle :
{\displaystyle x(t)=(A+Bt)\mathrm {e} ^{-\omega _{0}t}}.
Comme {\displaystyle \omega _{0}} est réelle, elle traduit non plus une pulsation mais une constante de temps, donc on note {\textstyle \tau ={\frac {1}{\omega _{0}}}={\sqrt {\frac {m}{k}}}}
{\displaystyle x(t)=(A+Bt)\mathrm {e} ^{-{\frac {t}{\tau }}}}.
On détermine la plupart du temps les constantes A et B grâce aux conditions initiales {\displaystyle x_{0}} et {\displaystyle {\dot {x_{0}}}} :
{\displaystyle {\frac {\mathrm {d} x}{\mathrm {d} t}}=\left(B-{\frac {A}{\tau }}-B{\frac {t}{\tau }}\right)\mathrm {e} ^{-{\frac {t}{\tau }}}}.
On résout le système d'équations linéaires :
{\displaystyle {\begin{cases}A=x_{0}\\B={\dot {x_{0}}}+{\frac {x_{0}}{\tau }}\end{cases}}}.
On obtient la solution homogène générale :
{\displaystyle x(t)=(x_{0}+Bt)\mathrm {e} ^{-{\frac {t}{\tau }}}}.
Le régime critique est souvent très difficile à réaliser.

#### Régime apériodique
Dans le cas où {\displaystyle \zeta >1}, les racines {\displaystyle \omega } sont réelles et distinctes. La solution est la somme de deux exponentielles réelles :
{\displaystyle x(t)=A\mathrm {e} ^{\omega _{1}t}+B\mathrm {e} ^{\omega _{2}t}}.
Comme {\displaystyle \omega _{1}} et {\displaystyle \omega _{2}} sont réelles, elle traduisent non plus une pulsation mais une constante de temps, donc on note
{\displaystyle \tau _{1}={\frac {1}{\omega _{1}}}={\frac {1}{\omega _{0}(\zeta -{\sqrt {\zeta ^{2}-1}})}}} et
{\displaystyle \tau _{2}={\frac {1}{\omega _{2}}}={\frac {1}{\omega _{0}(\zeta +{\sqrt {\zeta ^{2}-1}})}}}.
{\displaystyle x(t)=A\mathrm {e} ^{-{\frac {t}{\tau _{1}}}}+B\mathrm {e} ^{-{\frac {t}{\tau _{2}}}}}.
On détermine la plupart du temps les constantes A et B grâce aux conditions initiales {\displaystyle x_{0}} et {\displaystyle {\dot {x_{0}}}} :
{\displaystyle {\frac {\mathrm {d} x}{\mathrm {d} t}}=-{\frac {A}{\tau _{1}}}\mathrm {e} ^{-{\frac {t}{\tau _{1}}}}-{\frac {B}{\tau _{2}}}\mathrm {e} ^{-{\frac {t}{\tau _{2}}}}}.
On résout le système d'équations linéaires :
{\displaystyle {\begin{cases}A={\frac {\tau _{1}\tau _{2}}{\tau _{1}-\tau _{2}}}({\dot {x_{0}}}+{\frac {x_{0}}{\tau _{2}}})\\B={\frac {\tau _{1}\tau _{2}}{\tau _{2}-\tau _{1}}}({\dot {x_{0}}}+{\frac {x_{0}}{\tau _{1}}})\end{cases}}}.

## Lexique
- Facteur d'amortissement ou facteur de perte (loss factor), η, d'une matière viscoélastique (nombre sans dimension). Il dépend de la température et de la fréquence de la vibration excitatrice. Il peut être mesuré par analyse mécanique dynamique (AMD ou DM(T)A).
- Coefficient d'amortissement : expression en kilogrammes par seconde. On observe qu'il existe un ensemble de forces extérieures au corps, qui sont proportionnelles à la vitesse du corps. On désigne par coefficient d'amortissement le rapport entre ces forces-là et la vitesse.
- Constante de raideur : expression en newtons par mètre. On observe qu'il existe un ensemble de forces extérieures au corps, qui sont proportionnelles au déplacement du corps. On désigne par constante de raideur le rapport entre ces forces-là et le déplacement.
- Constante de temps : expression en secondes. Généralement, on note la puissance d'une exponentielle négative faisant uniquement intervenir le temps comme le rapport entre celui-ci et un coefficient, homogène lui aussi à un temps, qui prend le nom de constante de temps. Elle traduit une échelle le temps pour l'équilibre du phénomène modélisé.
- Pseudo-pulsation propre : expression en radians par seconde. Il s'agit de la pulsation du régime pseudo-périodique, liée à la fréquence du phénomène amortie.